# Mira Loma
Mira Loma fue un lugar designado por el censo ubicado en el condado de Riverside en el estado estadounidense de California. En el año 2000 tenía una población de 17.617 habitantes y una densidad poblacional de 1,042.4 personas por km². El 1 de julio de 2011 se incorporó con otros lugares designados por el censo para formar la ciudad de Jurupa Valley. El área fue fundada como Winneville y denominada como tal hasta 1930, cuando se decidió cambiarle el nombre para alejarla de la mala publicidad propiciada por los Crímenes de Wineville producidos en dicha área.

## Geografía
Mira Loma se encuentra ubicado en las coordenadas 33°59′5″N 117°30′55″O / 33.98472, -117.51528. Según la Oficina del Censo, la ciudad tiene un área total de 16,9 km² (6,5 mi²), de la cual 16,7 km² (6,4 mi²) es tierra y 0,2 km² (0,1 mi²) 1.23% es agua.

## Demografía
Los ingresos medios por hogar en la localidad eran de $49,002, y los ingresos medios por familia eran $49,925. Los hombres tenían unos ingresos medios de $33,356 frente a los $25,275 para las mujeres. La renta per cápita para la localidad era de $15,277. Alrededor del 14.00% de la población estaban por debajo del umbral de pobreza.